# Imogen Heap
Imogen Jennifer Jane Heap (Londra, 9 dicembre 1977) è una cantautrice britannica, nota come voce del gruppo Frou Frou in collaborazione con Guy Sigsworth e per il suo lavoro da solista del 2005, Speak for Yourself.
Il suo stile, un electro pop introspettivo, delicato e zuccherino che fa leva perlopiù sugli arrangiamenti elettronici, avrebbe "la peculiarità di unire gli opposti: musica tradizionale con tecniche di avanguardia minimalista, lo-fi con strumenti fatti in casa e arrangiamenti digitali, fragili elegie e furiose invettive."

## Biografia

### Infanzia
Nata nel sobborgo londinese di Havering, Imogen Heap ha cominciato ad appassionarsi alla musica da piccola, ed è capace di suonare molti strumenti, tra cui pianoforte (il suo primo strumento), violoncello e clarinetto, ma anche la marimba; all'età di 11 anni già componeva. I suoi genitori si separarono quando lei aveva 12 anni, e fu mandata in collegio, dove non trovò compagni interessati alla musica e litigò con l'insegnante di musica, la cui idea di punizione era di isolarla e trascurarla; imparò perciò da autodidatta come usare un sequencer, e in generale tutto ciò che le servì a comporre musica su un Atari. Seguendo la sua passione, si iscrisse quindi alla BRIT School (che in seguito avrebbe frequentato anche Katie Melua). Firmò il suo primo contratto discografico a 17 anni con l'etichetta indipendente Almo Sounds, dopo aver effettuato un prestigioso debutto live al tradizionale concerto Prince's Trust del 1996, suonando quattro canzoni insieme agli Acacia, tra le esibizioni dei The Who e di Eric Clapton.

### iMegaphone
L'album di debutto, iMegaphone (anagramma di "Imogen Heap") fu pubblicato nel 1998 da Almo Sounds e distribuito su canali internazionali, guadagnandosi commenti positivi dalla critica, che paragonò i pezzi ad altre opere di PJ Harvey, Kate Bush e Annie Lennox. L'album era un insieme di pezzi suoi e di pezzi scritti insieme ad artisti come David Kahne, Dave Stewart e Guy Sigsworth. Per promuovere l'album partì per un tour in giro per l'Europa e negli Stati Uniti, dove il disco cominciava a diventare popolare per passaparola. I singoli estratti furono "Getting Scared", "Shine" e "Come Here Boy", mentre negli USA "Shine" fu sostituito da "Oh Me, Oh My".
Almo Sounds però tagliò i fondi per il tour promozionale nel Regno Unito e la lasciò nel limbo per più di un anno, dopo di che fu ufficialmente annunciato che l'etichetta sarebbe stata venduta alla Universal che l'avrebbe liquidata, annullando i contratti di molti artisti, tra cui la Heap. In questo periodo collaborò a "Meantime", colonna sonora del film indipendente inglese "G:MT: Greenwich Mean Time", scritta da Guy Sigsworth e Alexander Nilere, e "Blanket", degli Urban Species; inoltre i diritti dell'album furono acquistati dalla giapponese Zora Records, che lo ripubblicò includendovi "Blanket" e una nuova traccia, "Kidding".

### Details(Frou Frou)
Quando Guy Sigsworth ebbe l'idea di pubblicare un album, visto che il suo gruppo, gli Acacia, aveva problemi contrattuali con la casa discografica, invitò la Heap nel suo studio per scrivere il testo di una sua canzone, con il vincolo che contenesse la parola "amore"; la prima cosa che le venne in mente fu lung of love, leaves me breathless ("polmone d'amore, mi lascia senza fiato") e così nacque Flicks. Una settimana dopo Sigsworth la chiamò ancora e nacque Breathe In, e la scena si ripeté parecchie volte, finché nel dicembre del 2001, dopo che avevano composto insieme metà delle tracce, decisero di pubblicare l'album come duo e con il nome Frou Frou.
Il primo singolo che pubblicarono con questo nome fu Aeroplane, un remix di Airplane, un pezzo che avevano scritto insieme molti anni prima e che era già stato pubblicato come lato B del singolo Shine in Giappone. Ad agosto del 2002 uscì l'album Details, da cui furono estratti i singoli Breathe In, It's Good to Be In Love, The Dumbing Down of Love e Must Be Dreaming. Nonostante il considerevole successo, ed un lungo tour in Europa e USA, la Island Records si disse insoddisfatta e rifiutò di prolungare il contratto per un secondo album, offrendo però alla Heap un contratto da solista, che lei rifiutò, delusa dal comportamento dell'etichetta nei confronti di Details. In Italia la canzone It's Good To Be In Love passò quasi inosservata, ottenendo invece un enorme successo nell'estate del 2003 quando fu utilizzata per la pubblicità del Cornetto Algida.
Il duo si riunì temporaneamente nel 2003 per firmare Holding Out for a Hero, colonna sonora di Shrek 2.

### Speak for Yourself

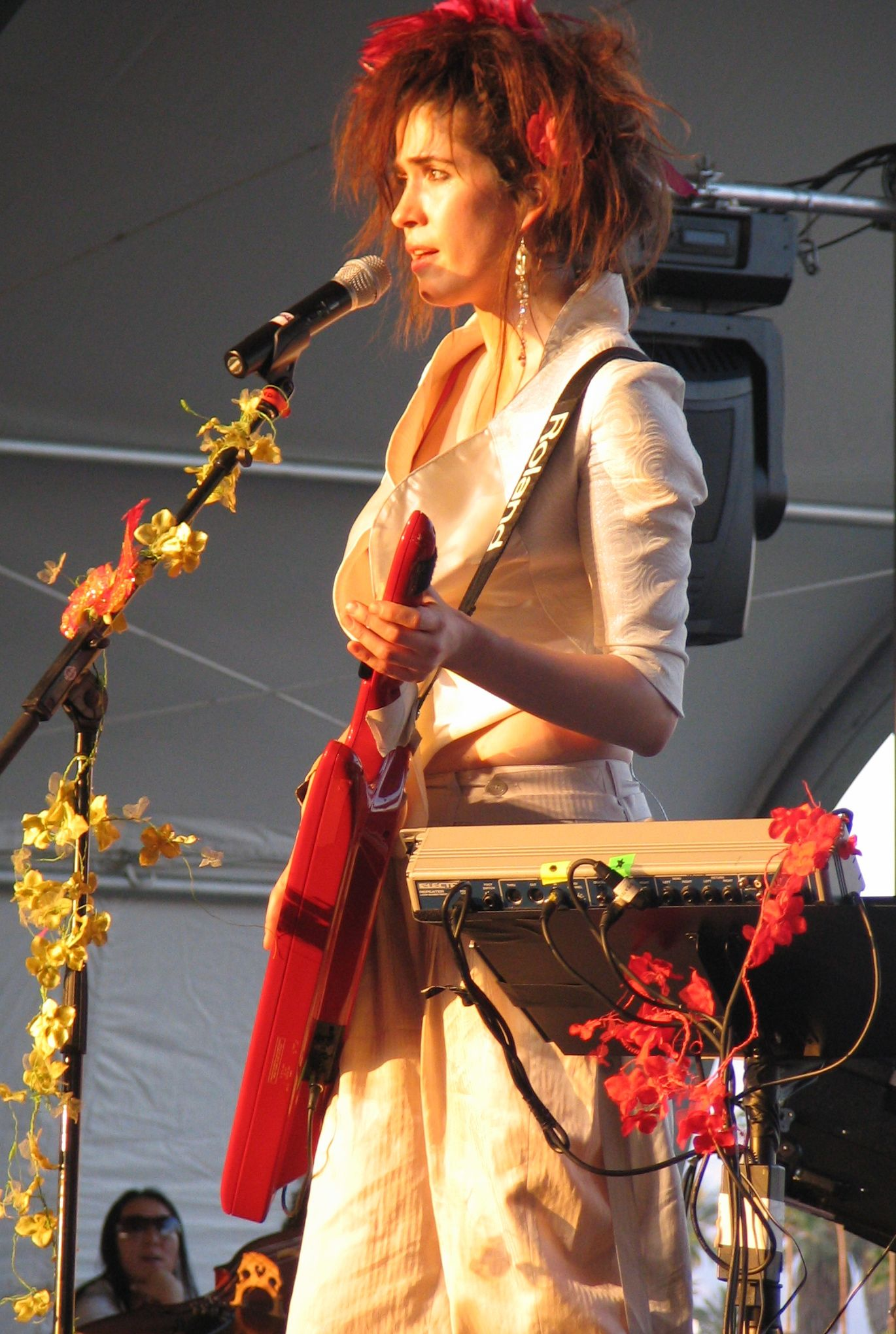
Imogen Heap al Coachella Valley Music and Arts Festival del 2006

Nel 2003 la Heap scrive e produce da sola il suo secondo album da solista. Accese un'ipoteca sul proprio appartamento, e col ricavato affittò uno studio di registrazione e comprò degli strumenti musicali. Alcune delle canzoni scritte in questo periodo furono programmate in anteprima in una radio degli USA, la KCRW, ed entrarono anche a far parte della colonna sonora del telefilm The O.C.: Goodnight and Go, Hide and Seek, Speeding Cars e Hallelujah (cover di una canzone di Leonard Cohen). Inoltre il suo pezzo Can't Take It In venne adottato come sigla di chiusura del film Le cronache di Narnia - Il leone, la strega e l'armadio.
Speak for Yourself fu pubblicato il 18 luglio 2005 nel Regno Unito dalla casa discografica appositamente fondata per lo scopo dalla Heap, la Megaphonic Records: il titolo dell'album si riferisce appunto al fatto che la cantante si sia occupata personalmente di tutto, dalla produzione al disegno della copertina. Il primo singolo estratto fu Hide and Seek, che raggiunse un notevole successo.
Nell'agosto del 2005, una controllata della Sony BMG acquistò i diritti dell'album per il mercato nordamericano; visto il buon rapporto con la nuova etichetta, la Heap concesse ad un'altra controllata della Sony BMG, la White Rabbit, i diritti per l'Europa, e con questa nuova etichetta l'album è stato ripubblicato il 24 aprile 2006; dalla riedizione è stato estratto anche il secondo singolo, Goodnight and Go, remixato con elementi dalle sue esibizioni live. Nel novembre 2006 esce il terzo e ultimo singolo estratto dall'album, Headlock.

### Ellipse
Nonostante avesse piena intenzione di lavorare ad un documentario Disney, a estate inoltrata del 2007 Imogen ha annunciato sul suo blog di aver abbandonato il progetto per poter concentrare più tempo nel suo prossimo album.
Le tracce sono state descritte direttamente dall'autrice nei suoi videoblog. Il 25 agosto 2009 il lavoro è stato pubblicato col titolo di Ellipse
"Not Now, But Soon" è stata la prima canzone ad essere ufficialmente registrata e successivamente ascoltata quando Heap l'ha aggiunta al suo MySpace. La canzone è stata utilizzata anche nella colonna sonora ufficiale del telefilm Heroes. Come espresso dall'autrice sulle pagine del blog, il pezzo non è poi entrato a far parte dell'album.
Il 23 ottobre 2008 si è esibita al PopTech e ha incluso una delle sue nuove canzoni (Wait It Out) nel programma.
Nel 2009 ha collaborato con Chris Corner ad una canzone del disco Kingdom of Welcome Addiction pubblicato sotto il nome di IAMX My secret friend, partecipando anche al relativo video.

## Discografia

### Da solista

#### Album in studio
- 1998 – iMegaphone
- 2005 – Speak for Yourself
- 2009 – Ellipse
- 2014 – Sparks

#### Colonne Sonore
- 2018 - The Music of Harry Potter and the Cursed Child, Parts One and Two in Four Contemporary Suites
- 2022 – Chordata Bytes I
- 2022 – Chordata Bytes II

#### EP
- 2005 – Live Session EP (iTunes Exclusive)

#### Singoli
- 1998 – Getting Scared
- 1998 – Shine
- 1998 – Come Here Boy
- 2002 – Candlelight
- 2005 – Hide and Seek
- 2005 – Cumulus
- 2006 – Goodnight and Go
- 2006 – Headlock
- 2009 – First Train Home
- 2011 – Lifeline
- 2012 – Xizi She Knows
- 2012 – You Know Where to Find Me
- 2013 – Telemiscommunications (con deadmau5)
- 2014 – Entanglement
- 2014 – Run-Time
- 2015 – Tiny Human
- 2016 – The Happy Song
- 2017 – Magic Me
- 2019 – The Quiet
- 2020 – Phase and Flow
- 2020 – Last Night of An Empire
- 2024 – What Have You Done To Me?
- 2024 - Noise

### Con i Frou Frou
Album in studio
- 2002 – Details

EP
- 2022 - Off Cuts

Singoli
- 2002 - Let Go
- 2002 - Must Be Dreaming
- 2002 - Breathe In / Close Up
- 2003 - It's Good to Be in Love
- 2022 - A New Kind of Love (Demo)